# Серков, Пётр Павлович
Пётр Павлович Серков (род. 7 июля 1955, с. Полдамасово, Ульяновская область) — советский и российский юрист. Судья Верховного суда Российской Федерации (с 2003), член Президиума Верховного Суда Российской Федерации, первый заместитель Председателя Верховного Суда Российской Федерации (с 2009), член научно-консультативного совета Верховного Суда Российской Федерации, доктор юридических наук, профессор. Заслуженный юрист Российской Федерации (2003). Исполняющий обязанности Председателя Верховного Суда Российской Федерации с 24 февраля по 17 апреля 2024 года.

## Биография
Родился 7 июля 1955 года в селе Полдамасово Ульяновского района Ульяновской области.
В 1973 году окончил школу, в том же году поступил в Ульяновское профессионально-техническое училище № 2. С 1973 года начал трудовой путь, первое место работы — Ульяновское троллейбусное депо (совмещал с учёбой).
С 1973 по 1975 год проходил службу в рядах Советской армии.
С 1976 года работал на Ульяновском радиоламповом заводе сперва в должности рабочего, затем — в качестве юрисконсульта. C 1976 по 1981 год проходил обучение во Всесоюзном юридическом заочном институте.
С 1981 по 1984 год работал в качестве народного судьи Железнодорожного районного суда г. Ульяновска.
С 1984 года был судьёй Ульяновского областного суда.
С 1989 года занимал пост инструктора государственно-правового отдела Ульяновского областного комитета КПСС.
В 1990 году получил должность заместителя начальника отдела юстиции Ульяновского областного исполнительного комитета.
С 1991 года вновь являлся членом Ульяновского областного суда, в 1994 году возглавил коллегию по гражданским делам. С 1995 года работал в качестве председателя Ульяновского областного суда.
С 2003 по 2009 год занимал должность заместителя Председателя Верховного Суда Российской Федерации, где был председателем Судебной коллегии по административным делам Верховного Суда Российской Федерации. 11 апреля 2003 года защитил кандидатскую диссертацию «Смягчающие и отягчающие обстоятельства как средства обеспечения индивидуализации наказания» (научный руководитель Юрий Алексеевич Красиков; официальные оппоненты Павел Георгиевич Пономарёв и Юлия Валентиновна Николаева).
В апреле 2009 года решением Совета Федерации назначен первым заместителем Председателя Верховного Суда Российской Федерации. 26 января 2011 года защитил докторскую диссертацию «Административная ответственность: проблемы и пути совершенствования» (официальные оппоненты Александр Сергеевич Дугенец, Юрий Петрович Соловей, Наталья Михайловна Чепурнова).
18 июня 2014 года постановлением Совета Федерации Федерального Собрания Российской Федерации № 226-СФ переназначен на должность первого заместителя Председателя Верховного Суда Российской Федерации. 11 декабря 2019 года постановлением Совета Федерации Федерального Собрания Российской Федерации № 554-СФ повторно назначен на должность первого заместителя Председателя Верховного Суда Российской Федерации.
С 24 февраля 2024 года после смерти Вячеслава Лебедева и до избрания Ирины Подносовой новым председателем 17 апреля 2024 года был исполняющим обязанности председателя Верховного Суда Российской Федерации.

## Награды
- Орден «За заслуги перед Отечеством» IV степени (28 ноября 2022 года) — за заслуги в укреплении законности, защите прав и интересов граждан, многолетнюю добросовестную работу[10].
- Заслуженный юрист Российской Федерации (11 ноября 2003 года) — за большой вклад в укрепление законности и многолетнюю добросовестную работу[11][2].
- Почётная грамота Президента Российской Федерации (25 сентября 2014 года) — за большой вклад в разработку и обеспечение принятия ряда законодательных актов Российской Федерации[12].